# Банк (коммуна)
Банк (фр. Benque, окс. Benca) — коммуна во Франции, находится в регионе Юг — Пиренеи. Департамент — Верхняя Гаронна. Входит в состав кантона Ориньяк. Округ коммуны — Сен-Годенс.
Код INSEE коммуны — 31063.

## География

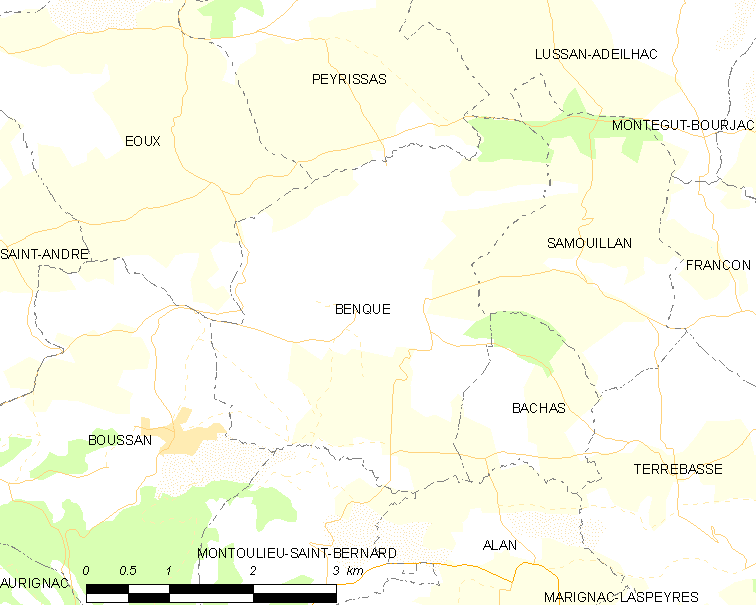
Карта коммуны

Коммуна расположена приблизительно в 640 км к югу от Парижа, в 60 км к юго-западу от Тулузы.
На юге коммуны протекает река Луж.

## Климат
Климат умеренно-океанический. Зима мягкая и снежная, весна характеризуется сильными дождями и грозами, лето сухое и жаркое, осень солнечная. Преобладают сильные юго-восточные и северо-западные ветры.

## Население
Население коммуны на 2010 год составляло 163 человека.
| 1962 | 1968 | 1975 | 1982 | 1990 | 1999 | 2010 |
| ---- | ---- | ---- | ---- | ---- | ---- | ---- |
| 273  | 231  | 202  | 168  | 170  | 154  | 163  |

## Экономика
В 2010 году среди 83 человек трудоспособного возраста (15—64 лет) 58 были экономически активными, 25 — неактивными (показатель активности — 69,9 %, в 1999 году было 70,8 %). Из 58 активных жителей работали 55 человек (31 мужчина и 24 женщины), безработных было 3 (1 мужчина и 2 женщины). Среди 25 неактивных 1 человек был учеником или студентом, 13 — пенсионерами, 11 были неактивными по другим причинам.